# Agathemera maculafulgens
Agathemera maculafulgens är en insektsart som beskrevs av Camousseight 1995. Agathemera maculafulgens ingår i släktet Agathemera och familjen Agathemeridae. Inga underarter finns listade i Catalogue of Life.